# Buta (territorium)
Buta är ett territorium i Kongo-Kinshasa. Det ligger i provinsen Bas-Uele i den norra delen av landet, 1 300 km nordost om huvudstaden Kinshasa.